# Decaisnina confertiflora
Decaisnina confertiflora är en tvåhjärtbladig växtart som först beskrevs av Elmer Drew Merrill, och fick sitt nu gällande namn av B.A. Barlow. Decaisnina confertiflora ingår i släktet Decaisnina och familjen Loranthaceae. Inga underarter finns listade i Catalogue of Life.